# مویوبامبا
مویوبامبا (به اسپانیایی: Moyobamba) یک شهر در پرو است که در Moyobamba Province واقع شده‌است.

## خواهرخوانده
شهرهای ایکیتوس، آرکیپا، بیلبائو، Loja، سانتا مارتا (کلمبیا)، تولدو، اسپانیا و مانائوس خواهرخوانده‌های مویوبامبا هستند.